# Apodemus flavicollis
El ratón leonado (Apodemus flavicollis) es una especie de roedor miomorfo de la familia Muridae que es muy abundante en su área de distribución, comprendido entre Europa y el este de Asia.

## Descripción
Es de mayor tamaño que el ratón de campo (Apodemus sylvaticus). Tienen una coloración pardo rojiza, clara y brillante en el dorso y blanca en la zona ventral.

## Distribución
Generalmente centroeuropea, desde Francia hasta los Urales y desde Escandinavia hasta la península itálica y los Balcanes. Tiene poblaciones aisladas en el sur de Inglaterra y Gales, y se extiende hasta el Cáucaso y Palestina. En España está restringida al tercio norte, desde donde penetra muy poco al sur, su distribución es bastante homogénea por la Cornisa Cantábrica, desde donde penetra hasta las provincias de León, Burgos, La Rioja y Soria, no llegando al Moncayo. En Cataluña habitan las poblaciones más meridionales, en el Montseny y en las sierras litorales.
La reproducción tiene lugar desde febrero a noviembre en el norte y centro de Europa y en la España atlántica, en la región mediterránea puede reproducirse durante todo el año; el periodo reproductor está influido por el clima y la disponibilidad de alimento.
Consume frutos y semillas arbóreas, de gran valor energético, la facilidad para trepar le permite recoger los frutos antes de madurar. En épocas de abundancia almacenan la comida en galerías subterráneas, facilitando su germinación y la dispersión de árboles y arbustos.

## Hábitat
Especie con requerimientos forestales estrictos, salvo excepciones, prefiere los bosques húmedos de caducifolios, formaciones de galería de riberas y arroyos, normalmente acompañado por A. sylvaticus. La pluviometría parece ser el factor que limita su distribución, quedando restringida a lugares de más de 1000 mm de precipitación anual, su penetración en ambientes mediterráneos en la península ibérica no es importante, aunque si tiene lugar en Italia. La especie es muy rara en espacios abiertos, como brezales, prados y cultivos. Se le encuentra desde el nivel del mar hasta los 1.500 metros de altitud.

## Depredación
Es presa habitual de carnívoros de mediano y pequeño tamaño, así como de rapaces diurnas y nocturnas.

## Patologías
Destaca el parásito Taenia (Taenia parva) como el elemento regulador de poblaciones, pues los animales parasitados son más fáciles de ser depredados.